# نيكولا سوتر
نيكولا سوتر هو لاعب كرة قدم سويسري في مركز الوسط، ولد في 5 مايو 1995 في سويسرا. لعب مع نادي ثون.

## وصلات خارجية
- نيكولا سوتر على موقع قاعدة بيانات كرة القدم.إي يو (الإنجليزية)
- نيكولا سوتر على موقع Soccerway.com (الإنجليزية)
- نيكولا سوتر على موقع عالم كرة القدم.نت (الإنجليزية)
- نيكولا سوتر على موقع AS.com (الإسبانية)